# East Mount Barren
East Mount Barren är ett berg i Australien. Det ligger i regionen Ravensthorpe och delstaten Western Australia, omkring 450 kilometer sydost om delstatshuvudstaden Perth. Toppen på East Mount Barren är 311 meter över havet, eller 207 meter över den omgivande terrängen. Bredden vid basen är 3,0 km.
Trakten är glest befolkad. Närmaste större samhälle är Hopetoun, nära East Mount Barren. 
Genomsnittlig årsnederbörd är 518 millimeter. Den regnigaste månaden är juli, med i genomsnitt 82 mm nederbörd, och den torraste är februari, med 15 mm nederbörd.